# تشهير
التشهير، مصطلح قانوني يتناول جميع أشكال التعبير التي تجرح كرامة الشخص أو المؤسسة. تختلف التعريفات القانونية الدقيقة للتشهير من بلد إلى آخر. ولا يقتصر التشهير بالضرورة على الإدلاء بتصريحات يمكن إثبات زيفها، بل يمكن أن يمتد إلى مفاهيم أكثر تجريدًا من السمعة، مثل الكرامة والشرف.
في العالم الناطق باللغة الإنجليزية، يميز قانون التشهير تقليديًا بين التشهير المكتوب (المطبوعة، المنشورة على الإنترنت، المنشورة في وسائل الإعلام الجماهيرية) والسب الشفهي (الكلام المنطوق). ويُعامل التشهير كخطأ مدني (مسؤولية مدنية، جنحة مدنية)، أو كجريمة جنائية، أو كلاهما معًا.
تشمل قوانين التشهير والقوانين ذات الصلة مجموعة متنوعة من الأفعال (من التشهير العام والإهانة – كما ينطبق على كل مواطن – إلى الأحكام المتخصصة التي تغطي كيانات وهياكل اجتماعية محددة):
- التشهير ضد شخص معنوي بشكل عام
- الإهانة ضد شخص معنوي بشكل عام
- الأفعال ضد المسؤولين العموميين
- الأفعال ضد مؤسسات الدولة (الحكومة، الوزارات، الوكالات الحكومية، القوات المسلحة)
- الأفعال ضد رموز الدولة
- الأفعال ضد الدولة نفسها
- الأفعال ضد رؤساء الدول
- الأفعال ضد الأديان (التجديف)
- الأفعال ضد القضاء أو السلطة التشريعية (ازدراء المحكمة)

## تاريخ التشهير
يعود تاريخ قوانين التشهير إلى العصور القديمة، حيث عُرفت كوسيلة قانونية لحماية سمعة الأفراد من الاعتداءات اللفظية أو الكتابية. ورغم اختلاف النظرة إلى التشهير باختلاف النظم القانونية والفلسفات الأخلاقية والدينية عبر الزمن، فإن الأسس التي تقوم عليها القوانين المعاصرة للتشهير تعود بشكل أساسي إلى القانون الروماني والقانون الإنجليزي القديم.
في القانون الروماني، كان يُنظر إلى النقاش حول سمعة الفرد باعتباره أمرًا مقبولًا، بشرط ألا يتحول إلى إهانة مؤذية. وقد كانت الوسيلة القانونية للتعامل مع التشهير اللفظي هي المطالبة بتعويض مالي يتم تحديده حسب خطورة الحالة. ومع توسع القانون الجنائي، أصبحت بعض أنواع التشهير تُعاقب بعقوبات صارمة، خاصة عندما يتعلق الأمر بمنشورات علنية تُستخدم لتشويه سمعة الآخرين، سواء كانت تلك المنشورات صحيحة أو كاذبة.
كما نص أحد المراسيم القانونية الرومانية الصادرة حوالي عام 130 للميلاد على أنه يمكن مقاضاة من يتلفظ بكلمات علنية تتنافى مع الأخلاق العامة. ووفقًا لأحد الفقهاء في ذلك الوقت، فإن الجريمة لا تكمن في الصراخ بحد ذاته، بل في مضمونه المهين والمسيء لسمعة الشخص. وكان كل فعل يمكن أن يُسبب تشويهًا لسمعة فرد آخر يعد خرقًا يستوجب العقوبة القانونية. وفي هذا السياق، لم تكن الحقيقة تبرر الأسلوب العلني المهين، إلا أن المدعى عليه كان يستطيع الدفاع عن نفسه إذا أثبت أن ما قاله كان ضروريًا للصالح العام وأنه يستند إلى وقائع صحيحة. أما في الحالات الخاصة، فكانت الجريمة تكمن في محتوى الاتهام نفسه، وكانت الحقيقة في هذه الحالة تُعد دفاعًا مقبولًا لأن الشخص لا يملك الحق في المطالبة بالحماية القانونية إن كانت سمعته مبنية على الكذب.
أما في إنجلترا القديمة، فقد كانت العقوبات على التشهير قاسية، مثل قطع اللسان في حال السب الشفهي. وكانت هناك تفرقة بين التشهير بحق عامة الناس، والذي كان يُصنف إما ككلام شائن منطوق أو مكتوب، والتشهير بحق كبار الشخصيات، والذي كان يُعرف باسم "فضيحة الكبراء"، وكان يُعد جريمة بالغة الخطورة.